# Global Mag
Global Mag est un magazine qui était diffusé sur Arte du lundi au vendredi à 19 h 30, présenté par Émilie Aubry. L'émission aborde la thématique du développement durable : problèmes et solutions.
Suivant le renouvellement de la programmation d'Arte, Global Mag a diffusé sa dernière émission le 16 décembre 2011, après 3 ans de diffusion, dont 2 ans en quotidienne. L'émission aura totalisé près de 1 500 sujets diffusés, et 160 heures d'antenne sur la chaîne.
L'émission était coproduite par l'agence de presse CAPA et Arte France, la rédactrice en chef était la journaliste Alexandra Alévêque.
En 2009 l'émission a eu une concurrente au nom proche : Global Resistance sur France 4.